# Anacampsis temerella
Anacampsis temerella — вид лускокрилих комах з родини виїмчастокрилі молі (Gelechiidae).

## Поширення
Вид поширений в більшій частині Європи, за винятком Бельгії, Швейцарії, Піренейського та Балканського півострівів.

## Опис
Розмах крил 11-14 мм. Передні крила чорнуваті, з легким фіолетовим відтінком; стигмати темно-чорні, дуже нечіткі, перша дискальна за межами згину; широка розсіяна чорна фасція на 2/3. Задні крила темно-сірі. 
Личинка білувата; точки чорного кольору; голова і пластина чорні.

## Спосіб життя
Імаго розлітаються в липні та серпні.
Личинки харчуються на різних видах верби, включаючи вербу чайнолистну (Salix phylicifolia), козячу (Salix capre), лапландську (Salix lapponum) і повзучу (Salix repens). Вони живляться в павутинних гніздах на кінцевих пагонах рослини-господаря.